# Tocari

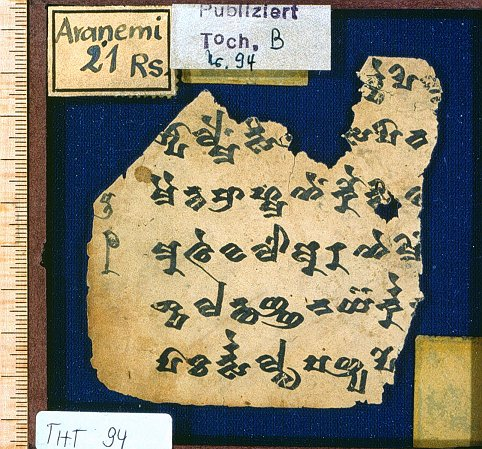
Escrit en tocari

El tocari o tokhari (del grec Τόχαροι Tókharoi, nom dels tocaris) és una llengua pertanyent a l'antiga branca de l'oest de l'actual Xina de la família indoeuropea. Es conserven poques evidències materials d'aquests idiomes ja extints. La major part són documents administratius escrits amb un sistema sil·làbic propi.
El conjunt de llengües tokhàries formen la branca més desconeguda de les llengües indoeuropees. Els experts coincideixen a pensar que està formada per dos idiomes mútuament inintel·ligibles, tocari A (turfani, arsi o tocari oriental) i tocari B (kutxeu o tocari occidental). Aquestes llengües es parlaren aproximadament entre els segles vi i viii, abans que s'extingissin en assimilar-se els seus parlants amb les tribus uigurs.
Ambdues llengües es van parlar a la conca del Tarim, a l'Àsia central, on avui hi ha la província xinesa de Xinjiang, i al desert de Lop Nor. El nom prové dels tocaris (en grec: Τόχαροι, "Tókharoi") i el terme Tokharistan normalment fa referència a la Bàctria del primer mil·lenni. Un text turquès es refereix al llenguatge turfani (tocari A) com a twqry. La seva interpretació és difícil, però F. W. K. Müller l'ha associat amb el nom dels tókharoi de Bàctria.
Comparteix trets amb les llengües romàniques, cèltiques i indoàries, si bé presenta innovacions que l'allunyen de tots els altres idiomes de la família, com la declinació en nou casos.
El descobriment d'aquesta família lingüística a principis del segle xx va contradir la idea anteriorment prevalent d'una divisió est-oest de la família lingüística indoeuropea a la isoglossa centum-satem. En conseqüència, l'estudi d'aquesta família lingüística cobrà un nou interès. Identificant erròniament els autors amb el poble Tokharoi de l'antiga Bàctria (Tokharistan), els primers autors van anomenar aquestes llengües «tocarianes». Aquesta denominació s'ha mantingut, si bé s'han proposat termes alternatius com agneà i kutxeà com a substitució.